# Episodi di 90210 (prima stagione)

Titoli di testa della stagione

La prima stagione della serie televisiva 90210 è andata in onda in prima visione negli Stati Uniti dal 2 settembre 2008 al 19 maggio 2009 sul canale The CW.
In Italia è stata trasmessa in prima visione esclusiva dall'8 giugno al 12 ottobre 2009 su Rai 2. L'episodio 20 è stato trasmesso con una censura di circa 28 secondi (al minuto 20:56'), in cui è stata tagliata una scena di un bacio lesbo tra due ragazze all'interno di un bar. Anche nella successiva ritrasmissione su Rai4 del 3 giugno 2010 è stata riproposta la stessa censura.
| nº | Titolo originale                     | Titolo italiano                | Prima TV USA      | Prima TV Italia   |
| -- | ------------------------------------ | ------------------------------ | ----------------- | ----------------- |
| 1  | We're Not in Kansas Anymore          | Vita nuova                     | 2 settembre 2008  | 8 giugno 2009     |
| 2  | The Jet Set                          | Jet Set                        | 2 settembre 2008  | 8 giugno 2009     |
| 3  | Lucky Strike                         | Serata in famiglia             | 9 settembre 2008  | 15 giugno 2009    |
| 4  | The Bubble                           | La bolla                       | 16 settembre 2008 | 15 giugno 2009    |
| 5  | Wide Awake and Dreaming              | La grande occasione            | 23 settembre 2008 | 23 giugno 2009    |
| 6  | Model Behavior                       | Una serata speciale            | 30 settembre 2008 | 23 giugno 2009    |
| 7  | Hollywood Forever                    | Beverly Hills per sempre       | 7 ottobre 2008    | 30 giugno 2009    |
| 8  | There's No Place Like Homecoming     | Il ballo scolastico            | 28 ottobre 2008   | 30 giugno 2009    |
| 9  | Secrets and Lies                     | Segreti e bugie                | 4 novembre 2008   | 17 settembre 2009 |
| 10 | Games People Play                    | Un compleanno indimenticabile  | 11 novembre 2008  | 18 settembre 2009 |
| 11 | That Which We Destroy                | Il ritorno del figliol prodigo | 18 novembre 2008  | 21 settembre 2009 |
| 12 | Hello, Goodbye, Amen                 | I dubbi di Annie               | 6 gennaio 2009    | 22 settembre 2009 |
| 13 | Love Me or Leave Me                  | Fuga a Palm Springs            | 13 gennaio 2009   | 23 settembre 2009 |
| 14 | By Accident                          | Per caso                       | 20 gennaio 2009   | 24 settembre 2009 |
| 15 | Help Me, Rhonda                      | Aiutami, Rhonda                | 3 febbraio 2009   | 25 settembre 2009 |
| 16 | Of Heartbreaks and Hotels            | San Valentino                  | 10 febbraio 2009  | 28 settembre 2009 |
| 17 | Life's a Drag                        | Scandalo al cinema             | 31 marzo 2009     | 30 settembre 2009 |
| 18 | Off the Rails                        | Fuori binario                  | 7 aprile 2009     | 2 ottobre 2009    |
| 19 | Okaeri, Donna!                       | Il ritorno di Donna            | 14 aprile 2009    | 5 ottobre 2009    |
| 20 | Between a Sign and a Hard Place      | Una decisione difficile        | 21 aprile 2009    | 6 ottobre 2009    |
| 21 | The Dionysian Debacle                | L'ospite indesiderato          | 28 aprile 2009    | 7 ottobre 2009    |
| 22 | The Party's Over                     | La festa è finita              | 5 maggio 2009     | 8 ottobre 2009    |
| 23 | Zero Tolerance                       | Tolleranza zero                | 12 maggio 2009    | 9 ottobre 2009    |
| 24 | One Party Can Ruin Your Whole Summer | Tradimenti                     | 19 maggio 2009    | 12 ottobre 2009   |

## Vita nuova
- Titolo originale: We're Not in Kansas Anymore
- Diretto da: Mark Piznarski
- Scritto da: Rob Thomas, Jeff Judah e Gabe Sachs

### Trama
La famiglia Wilson si trasferisce a Beverly Hills, dopo che Harrison "Harry" Wilson è stato assunto come direttore del liceo West beverly High, scuola che frequenteranno anche i suoi figli Annie e Dixon. Mentre Harry e sua moglie, la fotografa Debbie devono preoccuparsi anche della nonna alcolizzata Tabitha, i due ragazzi devono integrarsi a fatica nell'ambiente del liceo. La dolce ed ingenua Annie incontra una sua vecchia conoscenza di infanzia Ethan Ward, fidanzato della snob Naomi Clark, che diventa una delle sue prime amiche. Dixon invece stringe amicizia con Navid Shirazi, aspirante giornalista, ed entra nella squadra di lacrosse di cui fa parte anche Ethan. Annie conosce anche Erin Silver, ragazza ribelle che gestisce un velenoso blog su internet, e Adrianna, aspirante attrice, con qualche problema segreto di droga. Anche i professori del liceo sembrano avere una vita abbastanza complicata. Ryan Matthews è un insegnante amichevole e divertente, innamorato di Kelly Taylor, consulente scolastica. Annie dovrà vedersela fra l'amicizia con Naomi, che rende gelosa Erin, mentre Dixon con le rivalità create dal suo ingresso nella squadra del liceo.
- Guest star: James Patrick Stuart (Charlie Clark), Joe E. Tata (Nat Bussichio), Hallee Hirsh (Hannah Zuckerman-Vasquez), Riley Thomas Stewart (Sammy McKay), Meghan Markle (Wendy), Brooklyn Sudano (Miss Austin).
- Colonna sonora: Viva la vida - Coldplay, Don't Let Me Fall - Lenka, Time To Pretend - MGMT, I Am The Very Model Of A Modern Major General, California Bound - Carolina Liar, Wannamama - Pop Levi, You're Gonna Go Far, Kid - The Offspring, What You Got - Colby O'Donis, Shut Up And Let Me Go - The Ting Tings, Whee Doggie Banjo Bit - Billy Lee Cox, Mama Who Bore Me, Pot Kettle Black - Tilly and the Wall, Beat Control - Tilly and the Wall, Chasing Pavements - Adele, Last Day Of Your Life - Glass Pear

## Jet Set
- Titolo originale: The Jet Set
- Diretto da: Wendey Stanzler
- Scritto da: Darlene Hunt, Jeff Judah e Gabe Sachs

### Trama
Naomi si trova nei guai dopo non essere riuscita a portare a compimento un compito scolastico. Ryan e Kelly portano il fatto all'attenzione del preside Harry, che nel frattempo ha scoperto di avere avuto un figlio da una passata relazione con la madre di Naomi, Tracy. Intanto Dixon insieme a Navid organizzano la vendetta nei confronti di un liceo rivale per uno scherzo ricevuto. Annie invece fa la conoscenza del ricchissimo Ty Collins al corso di recitazione, che la invita a fare un giro sul suo jet privato. Erin Silver posta sul suo blog la storia dell'infedeltà di Ethan nei confronti di Naomi, causando una grave crisi nella coppia. Adrianna per poter pagare i propri debiti, accumulati comprando sostanze stupefacenti, è costretta a rubare soldi dalla borsa dell'amica Naomi. Kelly Taylor rincontra una sua vecchia amica del liceo, Brenda Walsh ed accetta di uscire con il collega Ryan Matthews.
- Altri interpreti: James Patrick Stuart (Charlie Clark), Joe E. Tata (Nat Bussichio), Linda Gray (Virginia Brewer), Shannen Doherty (Brenda Walsh)
- Colonna sonora: Coming Home - The 88, Try It Again - The Hives, Touch Me, Never Gets Enough - Luscious Redhead, Young One - Mackabella, Great DJ - The Ting Tings, Shut Up and Let Me Go - The Ting Tings, Live Forever - Brendan's Band, Lucid Dreams - Franz Ferdinand, Gravity - Luscious Redhead, Come Out Of The Shade - The Perishers, Shake It - Metro Station, Outlaw Mix 2 - Astronaut On Vacation, Let It Rock - Kevin Rudolf & Lil Wayne, I'm Yours - Jason Mraz, Ain't We Famous - Brendan's Band, Daydreamer - Adele, I Always Knew - Jem

## Serata in famiglia
- Titolo originale: Lucky Strike
- Diretto da: Mark Piznarski
- Scritto da: Jill Gordon

### Trama
Per poter passare un po' di tempo con i propri figli, Harry e Debbie organizzano una serata al bowling, di cui però Annie e Dixon non sono affatto contenti, e per riuscire ad andarsene il prima possibile invitano tutti i loro amici. Kelly Taylor, dopo aver saputo che sua madre continua ad avere seri problemi di alcolismo che inevitabilmente si ripercuotono anche su sua sorella Erin, decide di affrontarla, ed alla fine Erin va a vivere a casa di Kelly. Naomi invece scopre che suo padre ha un'amante, ma rimane maggiormente sconvolta nell'apprendere che sua madre ne è al corrente. Kelly e Ryan, durante un appuntamento, si scambiano il loro primo bacio.
- Altri interpreti: Ann Gillespie (Jackie Taylor), Riley Thomas Stewart (Sammy), Kristen Rutherford (Margaret), Brandon Michael Vayda (Mike)
- Colonna sonora: If You Can Afford Me - Katy Perry, Hey Hey Girl - The Virgins, All Over Me, All Over You - Royston Langdon, One Week Of Danger - The Virgins, All Coming Back To Me - Intercooler, Love Song - Sara Bareilles, I Thought About You - The Beautiful Girls, A-Punk - Vampire Weekend, Just A Little More Please - Royston Langdon, How Many Birds? - Benji Hughes, The Kiss - Karmina, Better in Time - Leona Lewis

## La bolla
- Titolo originale: The Bubble
- Diretto da: Sarah Pia Anderson
- Scritto da: Dailyn Rodriguez

### Trama
Tabitha si offre volontaria per dirigere il musical scolastico, creando grande imbarazzo alla nipote Annie. La situazione migliora solo quando la regia viene affidata a Brenda Walsh. Annie rinuncia ad un appuntamento con Ty, per uscire con Ethan, che però non si presenta all'appuntamento. Infatti Ethan ha preferito accompagnare Naomi che voleva affrontare Gail, l'amante del padre. Dixon invece è costretto a lavorare al Peach Pit per pagarsi i danni causati ad un'automobile, anche se il lavoro influirà sul suo rendimento scolastico. Contemporaneamente fra Dixon ed Erin sembra nascere qualcosa, così come il rapporto fra Kelly e Ryan sembra andare bene, fino al momento in cui lui non inizia a fare domande sul padre di Sammy, che si scoprirà essere Dylan McKay. Alla fine dell'episodio Annie riuscirà a recuperare il rapporto con Ty, mentre Naomi ed Ethan decideranno di rimettersi insieme.
- Altri interpreti: Drew Tyler Bell (Studente), Chandra West (Gail McKinney), Shannen Doherty (Brenda Walsh)
- Colonna sonora: Disturbia - Rihanna, The Trance - Headland, How Many Ways - Senor Happy, Changes - Lori Denae, Leaving - Lore Denae, Day I Die - Drug Rug, Mama Who Bore Me (Reprise), She's New - Senor Happy, Not Nineteen Forever - The Courteeners, Even the Score - Senor Happy, Feel Good About - Marching Band, Don't Believe in Love - Dido, Adventures in Solitude - The New Pornographers, Always Where I Need To Be - The Kooks, Before It Gets Better - Earlimart, On And Off - Signal Hill

## La grande occasione
- Titolo originale: Wide Awake and Dreaming
- Diretto da: Paul Lazarus
- Scritto da: Sean Reycraft

### Trama
Il West Beverly High mette finalmente in scena il musical preparato da Brenda Walsh, ma la sera della prima, la protagonista Adrianna si presenta in uno stato di fortissima alterazione dovuto a sostanze stupefacenti, e la regista sostituisce Adrianna con Annie. La performance di Annie va a gonfie vele, e la ragazza per festeggiare accetta l'invito di Ty di passare la notte con lui, decidendo di perdere la propria verginità. Tuttavia Adrianna per gelosia nei confronti di Annie fa credere alla ragazza di aver avuto un rapporto con lui, mentre a Ty dice che Annie è andata via con Ethan. Dixon e Silver si scambiano il loro primo bacio, mentre Naomi scopre che nonostante i suoi genitori abbiano passato la notte insieme, non abbiano comunque rinunciato all'intento di divorziare.
- Altri interpreti: Patrick Sebes (Jared), Skoti Collins (Talent Angent), Shannen Doherty (Brenda Walsh)
- Colonna sonora: Shattered (Turn The Car Around) - Of a Revolution, Mama Who Bore Me, Little Bit - Lykke Li, The Bitch Of Living, How The Day Sounds - Greg Laswell, I'm Not Gonna Teach Your Boyfriend How To Dance With You - Black Kids, The One - Luscious Redhead, L.E.S. Artistes - Santogold, Hollywood - Collective Soul, Birds - Emilíana Torrini

## Una serata speciale
- Titolo originale: Model Behavior
- Diretto da: J. Miller Tobin
- Scritto da: Jason Ning

### Trama
Debbie ha la possibilità di lavorare come assistente del fotografo Antonio Garrett nell'organizzazione di un'importante sfilata di moda. Tuttavia la donna rischia seriamente di perdere il proprio lavoro quando suo figlio Dixon aggredisce Tom Marino, importante cliente di Antonio Garrett, colpevole di aver allungato le mani sulla "sua" Silver. Naomi intanto continua ad organizzare piani nel disperato tentativo di far riconciliare i genitori, rassegnandosi alla fine non soltanto alla fine della storia d'amore di suo padre e sua madre, ma anche della sua storia con Ethan. Fra Brenda e Kelly emergono vecchi rancori e vecchie gelosie legate a Dylan McKay, e Kelly interromperà il proprio rapporto con Ryan, che non perderà tempo per provarci con Brenda. Annie e Ty chiariscono l'equivoco creato da Adrianna, ma preferiscono comunque non tornare insieme e restare semplicemente amici. Adrianna invece, sempre più sola, disperata e sotto pressione finisce per trovare rifugio nuovamente nella droga.
- Altri interpreti: Jennifer Hyatt (Studentessa gotica), Michael Piccirilli (Antonio Garrett), Tanc Sade (Tom Marino), Michael Graziadei (Eric), Karina Logue (Reeve Conlon), Shantel Wislawski (Banafsheh), Shannen Doherty (Brenda Walsh)
- Colonna sonora: Windows - N.E.R.D, Now - Mates Of State, So What - Pink, Let's Reggae All Night - CSS, Got You - Senor Happy, Spiralling - Keane, Got It Good - Jem, With You - Natalie Walker

## Beverly Hills per sempre
- Titolo originale: Hollywood Forever
- Diretto da: Norman Buckley
- Scritto da: Caprice Crane

### Trama
Erin Silver celebra il suo "mezzo compleanno" organizzando una festa notturna presso l'Hollywood Forever Cemetery, in cui vengono trasmessi film horror, che sembrano terrorizzare Dixon. Intanto Tracy, la madre di Naomi, rivela a Harry di aver assunto un investigatore privato per ritrovare il figlio che ebbero quando erano adolescenti. Annie ed Ethan vengono accoppiati per un bizzarro compito scolastico, mentre Ryan inizia a dimostrare interesse nei confronti di Kimberly, una nuova impertinente studentessa. Durante una retata della polizia al West Beverly High, Naomi tenta di nascondere della droga di Adrianna, ma viene arrestata al suo posto. Adrianna, che è appena stata scelta per un ruolo in un film, non sa se confessare o meno per salvare l'amica, ma la verità finisce comunque per saltare fuori, quando Adrianna viene salvata in extremis da un'overdose.
- Altri interpreti: Maeve Quinlan (Constance Tate-Duncan), Brandon Michael Vayda (Mike), Melinda Sward (Jaqueline)
- Colonna sonora: Tomorrow - Sixx, Cacophony - Tilly and the Wall, Hot N Cold - Katy Perry, Worry About You - 2am Club, You May Be in the Darkness - Simone White, Blitzkrieg Bop - Ramones, Not to Hurt You - Ananova, Be OK - Ingrid Michaelson, Feather - Ananova, I Don't Know Why - A-501, The Knife ("Psycho") - Bernard Herrmann, The Search - Bernard Herrmann, The Cellar - Bernard Herrmann, Any Other World - Mika

## Il ballo scolastico
- Titolo originale: There's No Place Like Homecoming
- Diretto da: Tony Wharmby
- Scritto da: Darlene Hunt

### Trama
Adrianna viene ricoverata in un lussuoso centro di disintossicazione, mentre Naomi, delusa dal comportamento dell'amica, non vuole più avere nulla a che fare con lei. L'unico che sembra avere a cuore la sorte di Adrianna è Navid, che giornalmente fa visita alla ragazza. Intanto Naomi ha deciso di diventare amica di Annie, che tuttavia ha accettato di andare all'imminente ballo scolastico con Ethan. Mentre Ryan scopre che Kimberly è in realtà una poliziotta in incognito che indaga sul traffico di droga nella scuola, Debbie affronta duramente Tracy, colpevole di aver rubato un bacio ad Henry. Naomi confida ad Annie di non riuscire ad essere sua amica, per il rapporto che sta crescendo fra la ragazza ed Ethan, in compenso decide di perdonare Adrianna. Navid, che si è scoperto essere colui che paga le cure di Adrianna, dichiara il proprio amore nei confronti della ragazza. Alla fine Annie, divisa tra l'amicizia per Naomi e l'amore per Ethan, sceglie l'amicizia, ma Ethan informato da Annie della sua decisione decide comunque di stare con lei e la bacia.
- Altri interpreti: Patrick Sebes (Jared), Michael Graziadei (Eric), Michael Trevino (Ozzie), Rich Morris (Mr. Hunt)
- Colonna sonora: When I Grow Up - The Pussycat Dolls, Come On Baby - JonO Brown & Jeff Kollman, Rich Girls, Poor Girls - Everybody Else, Do Your Ears Hang Low? - Medicated Silver, Without You - Everybody Else, The World Should Revolve Around Me - Little Jackie, Closer - Ne-Yo, Hurricane Jane - Black Kids, Hollywood Workout - Pimp Da Pen, Buttermilk - Kurt Farquhar, The Stoop - Little Jackie, 28 Butts - Little Jackie, That Kiss - Courteeners

## Segreti e bugie
- Titolo originale: "Secrets and Lies"
- Diretto da: Nick Marck
- Scritto da: Dailyn Rodriguez

### Trama
Silver invita le sue amiche a casa sua per un pigiama party, ma la festa si trasforma in una mega party al quale partecipa tutta la scuola. Ciò provoca degli enormi danni alla casa di Kelly. Debbie ed Harry rivelano ad Annie e a Dixon che hanno un fratello la cui madre è Tracy Clarke e che quest'ultimo è stato dato in adozione. Dixon, che non sembra turbato dalla notizia, si sfoga con Silver mentre Annie reagisce ubriacandosi. Annie ed Ethan decidono di mantenere la loro relazione segreta, mentre Naomi continua a uscire con Ozzy, il ragazzo conosciuto durante le ore di punizione. Adrianna e Navid continuano a frequentarsi. Ryan è costretto a lasciare la scuola dopo che uno studente l'ha visto baciare la finta studente e poliziotta Kimberly.
- Altri interpreti: Patrick Sebes (Jared), Michael Graziadei (Eric), Michael Trevino (Ozzie), Rich Morris (Mr. Hunt), Jessica Lucas (Kimberly)

## Un compleanno indimenticabile
- Titolo originale: Games People Play
- Diretto da: Wendey Stanzler
- Scritto da: Kristin Long

### Trama
Adrianna incontra la famiglia di Navid e si diverte, mentre Navid rifiuta le sue avances perché è vergine, cosa che però non preoccupa Adrianna. Kelly cerca di scoprire se Ryan ha avuto una relazione sessuale con una studentessa e ne parla a Kimberly che nel frattempo è sempre più vicina allo spacciatore e lo arresta. Tutta la scuola, che non sa la verità, prende in giro il Prof. Matthews, compresa Silver che lo chiama “Professor Perverso” sul suo blog. Naomi organizza un piano ingegnoso per vendicarsi di Annie e rovinare la festa del suo sedicesimo compleanno: Naomi fa arrivare dal Kansas Jason, l'ex ragazzo di Annie, che scopre così la sua storia con Ethan. Quando Naomi viene scoperta mentre bacia Jason, le due ragazze litigano furiosamente mettendo fine alla loro amicizia. Alla fine della festa arriva Sean, il figlio illegittimo di Harry.

## Il ritorno del figliol prodigo
- Titolo originale: That Which We destroy
- Diretto da: Melanie Mayron
- Scritto da: Allison Schroeder e Caprice Crane

### Trama
La lite fra Annie e Naomi continua quando Annie cerca di umiliare Naomi comportandosi esattamente come lei, facendo preoccupare Ethan. Annie si rende conto di essere cambiata da quando vive a Beverly Hills e promette di rimanere la solita “Annie del Kansas”. Tabitha suggerisce a Debbie di stare più vicina a Harry per la questione di Sean e Debbie decide di invitare Sean a casa loro, cosa che delude Tracy. Dixon è geloso perché sente che Harry non ha più attenzioni per lui e che tratta più come un figlio Sean di lui: in una conversazione padre-figlio, Harry conforta Dixon dicendogli che lui sarà sempre suo figlio indipendentemente dal DNA. Naomi chiede l'aiuto di Ozzie per fare amicizia con un gruppo di ragazze dell'ultimo anno ma in cambio lei deve baciare la mascotte della scuola, Wildcat. Kelly va a trovare Brenda e scopre che è andata a letto con Ryan che se ne va da Beverly Hills. Silver si sente minacciata da Christina, una cheerleader della squadra di lacrosse, che mostra troppo interesse per Dixon. Sean rivela che potrebbe avere un altro motivo per visitare Beverly Hills.
- Altri interpreti: Shannen Doherty (Brenda Walsh)

## I dubbi di Annie
- Titolo originale: Hello, Goodbye, Amen
- Diretto da: Stuart Gillard
- Scritto da: Jennifer Cecil

### Trama
Annie ascolta di nascosto una conversazione telefonica di Sean e comincia a chiedersi chi sia realmente quando scopre che gli servono 200000 $ per ripagare il debito del suo padre adottivo morto. Debbie la pensa come Annie e ciò le crea problemi con Harry ma alla fine, anche Harry è d'accordo nel chiedere a Sean di fare il test di paternità. Si scopre che Sean è un truffatore che voleva solo rubare i soldi di Tracy. La verità spezza il cuore di Naomi e l'allontana ancora di più da Annie. Nel frattempo Brenda cerca di riavvicinarsi a Kelly ed entrambe accompagnano Adrianna al suo gruppo di terapia per ex tossicodipendenti. Più tardi, Brenda rivela a Kelly di non poter avere figli e che sta pensando di adottare un bambino. Adrianna viene a sapere che il suo amico Hank è sieropositivo e ammette di aver avuto rapporti non protetti con lui. Alla clinica Adrianna scopre di non essere sieropositiva ma di essere incinta. Christina invita Dixon a casa sua e gli spiega di non aver nessun interesse romantico per lui perché è lesbica ma che voleva solo presentargli altre persone di colore a Beverly Hills.
- Altri interpreti: Shannen Doherty (Brenda Walsh)

## Fuga a Palm Springs
- Titolo originale: Love Me or Leave Me
- Diretto da: Wendey Stanzler
- Scritto da: Paul Sciarrotta

### Trama
Adrianna rivela a Naomi e Navid di essere incinta, entrambi reagiscono alla notizia in modo inaspettato. Quando Dixon rivela la profondità dei suoi sentimenti a Silver, la loro relazione ha una svolta inaspettata. Nel frattempo, Tabitha sorprende Annie e Dixon con un regalo di Natale inaspettato e poi annuncia a Harry e Debbie di aver deciso di tornare a recitare. Annie ed Ethan cercano di scappare dall'ondata di caldo andando alla casa di Tabitha a Palm Springs.

## Per caso
- Titolo originale: By Accident
- Diretto da: Michael Grossman
- Scritto da: Michael Sonnenschein

### Trama
Ryan Matthews torna al suo lavoro al West Beverly High, causando reazioni contrastanti nei suoi studenti che spettegolano sulla sua improvvisa partenza e sul suo ritorno. Il suo rifiuto di spiegare dov'è stato o cosa gli è successo preoccupa Kelly. La scuola organizza le audizioni per “Antonio e Cleopatra” ed Annie decide di partecipare per il ruolo principale. È sorpresa di sapere che Ty non parteciperà alla recita e ancora più sorpresa quando Ethan fa l'audizione per una parte. La relazione fra Dixon e Silver continua ad avere alti e bassi e Dixon la lascia. La madre di Naomi si trasferisce a New York e Naomi è costretta ad andare alla casa sulla spiaggia con suo padre e la sua ragazza molto più giovane di lui. Quando Naomi scopre che il padre ha una relazione con la sua agente immobiliare, Naomi si trasferisce in albergo. Adrianna dice a Naomi che il padre del figlio che aspetta non è Hank, ma Ty. Annie, depressa per non aver ottenuto la parte, non vuole partecipare alla festa del cast ma cambia idea e chiama Ethan per farsi venire a prendere a casa. Durante la telefonata, Annie non sente più la voce di Ethan ma solo il rumore di clacson, vetri infranti e uno schianto.

## Aiutami, Rhonda
- Titolo originale: Help Me, Rhonda
- Diretto da: Liz Friedlander
- Scritto da: Jason Ning

### Trama
Ethan, illeso, fa amicizia con la ragazza coinvolta nell'incidente stradale, Rhonda, una sua compagna del corso di francese ma Annie è preoccupata perché Ethan sembra più interessato a Rhonda che a lei. Christina invita Dixon insieme ad altri studenti ad una festa a casa sua dove suona la band Carolina Liar. Alla festa Navid conosce una ragazza iraniana di nome Nika. Naomi e Adrianna cercano di trovare il modo di parlare alla madre di Adrianna e a Ty della gravidanza.

## San Valentino
- Titolo originale: Of Heartbreaks and Hotels
- Diretto da: J. Miller Tobin
- Scritto da: Sean Reycraft

### Trama
Naomi, felice della sua nuova vita in albergo, si interessa subito a Liam, un barista sexy del suo albergo. Fra i due sono subito scintille ma Naomi è confusa per il mistero che circonda Liam. Silver si arrabbia quando la sua cena a sorpresa per Dixon non va come previsto ma i due trovano il modo di rendere indimenticabile la notte di San Valentino facendo l'amore per decisione della stessa Silver. Annie è sempre più gelosa di Ethan e Rhonda e usa la storia del passato di Rhonda a suo vantaggio: Ethan l'accusa di essersi comportata male e va da solo al ballo della scuola, al termine del quale Rhonda lo bacia ma lui la rifiuta perché fidanzato. Adrianna non ha nessun invito per il ballo e decide di passare la serata a casa mangiando cioccolatini finché Navid non bussa alla sua porta e i due si baciano.

## Scandalo al cinema
- Titolo originale: Life's a Drag
- Diretto da: Wendey Stanzler
- Scritto da: Caprice Crane

### Trama
Per cercare di avvicinarsi a Liam, Naomi si offre come tutor di matematica ma ottiene più di quanto chiede quando lui la porta fuori per una serata originale: Liam partecipa ad una gara clandestina e quando un ragazzo si avvicina a Naomi per parlarle, Liam lo prende a pugni. Silver prende troppo seriamente un compito di scuola e crea un video che documenta il suo amore per Dixon. Quando Silver mostra il video ai suoi compagni, tutti, incluso Ryan, sono sconvolti nel vedere Dixon e Silver in intimità. Dopo aver notato le reazioni di tutte le persone intorno a lei, Silver dà la colpa a Ryan. La relazione di Ethan ed Annie resta solida ma ci sono nuovi problemi quando Adrianna rivela che Rhonda ed Ethan si sono baciati alla festa. Harry e Debbie sono sorpresi di sapere che Annie abbandona la recita scolastica per trascorrere più tempo con Ethan.

## Fuori binario
- Titolo originale: Off the Rails
- Diretto da: Jason Priestley
- Scritto da: Steve Hanna

### Trama
Ryan cerca di far calmare Silver dopo le reazioni al suo video ma la ragazza scappa da casa di Ryan. Dixon spiega tutta la storia con Silver ai suoi genitori, Harry e Debbie sono sconvolti dal comportamento di Silver e rimproverano Dixon di non aver chiesto aiuto prima. Kelly e Ryan vanno a casa di Jackie, la madre di Kelly e Silver, a cercare Silver ma l'inutile visita si conclude con un forte litigio fra madre e figlia. Adrianna e Navid si offrono come babysitter per Sammy, il figlio di Kelly e i due si dimostrano più bravi di quanto pensavano. Kelly e i suoi amici temono il peggio quando non riescono a trovare Silver, fino a quando non la trovano alla stazione, dove Silver rischia quasi di essere investita da un treno, ma Dixon riesce a farla calmare, avendo capito che Silver si comporta così perché soffre di un disturbo bipolare, come sua madre naturale.
- Altri interpreti: Ann Gillespie (Jackie Taylor)

## Il ritorno di Donna
- Titolo originale: Okaeri, Donna!
- Diretto da: Stuart Gillard
- Scritto da: Jennie Snyder Urman e Rebecca Rand Kirshner Sinclair

### Trama
Erin e Kelly sono sorprese quando ricevono la visita di Donna, appena arrivata dal Giappone. A causa del suo disturbo bipolare, Eri è costretta a restare chiusa in casa da Kelly. Per le loro vacanze di primavera, Annie e Dixon decidono di fare un viaggio in auto per cercare una persona del passato di Dixon, sua madre naturale. Alla fine Dixon non riesce a parlarle e manda Annie a farlo per conto suo, le due socializzano immediatamente e Dixon chiede ad Annie di accompagnarlo ancora quando sarà finalmente pronto. Ethan decide di cambiare e si dedica al volontariato con il progetto “Habitat per l'Umanità” che ha lo scopo di costruire case per le vittime degli incendi in California. Dopo aver saputo che anche Liam partecipa al programma, anche Naomi decide di dare una mano ma ovviamente non si trova a suo agio con chiodi e martello. Naomi è continuamente messa a disagio da Liam perché pur dimostrandosi interessata a lui, quest'ultimo si comporta in modo strano e poco lusinghiero nei suoi confronti, anche se appena sono da soli, lui si fa avanti e i due copulano nel bosco. Liam ha un'esperienza interessante con Ethan che i due, nonostante continue discussioni verbali, con tanto di un pugno in faccia di Ethan a Liam, inizieranno a fare amicizia scoprendo entrambi cose private l'uno dell'altro (Ethan si comporta sempre da bravo ragazzo perché non vuole dare preoccupazioni a nessuno e non sopporta più di sentirsi un ipocrita; Liam rischiò di tagliarsi il braccio sinistro sotto effetto di allucinogeni ma la sua ragazza lo fermò prima). In un ristorante giapponese Donna e Kelly incontrano la sceneggiatrice Diablo Cody che convince Donna a disegnare un abito per il red carpet a cui deve partecipare.
- Altri interpreti: Tori Spelling (Donna Martin), Diablo Cody (sé stessa)

## Una decisione difficile
- Titolo originale: Between a Sign and a Hard Place
- Diretto da: Rob Estes
- Scritto da: Jennie Snyder Urman e Rebecca Rand Kirshner Sinclair

### Trama
Dopo aver venduto la loro casa in Kansas, Harry e Debbie decidono di vendere tutto ciò che non serve più con un mercatino in giardino. Donna racconta a Kelly i dettagli della sua separazione da David e le due amiche cercano a Beverly Hills un locale adatto per aprire un negozio di vestiti per Donna. Silver cerca di riprendere la sua vita normale con l'aiuto di Dixon mentre l'improbabile amicizia fra Liam ed Ethan continua. Naomi ed Annie provano a ricostruire la loro amicizia ma a causa di uno scandalo sul padre di Naomi, Naomi perde di nuovo la fiducia in Annie. La data del parto di Adrianna si avvicina e lei e Navid incontrano i possibili genitori adottivi. Navid però ha un'altra idea in mente…

## L'ospite indesiderato
- Titolo originale: The Dyonisian Debacle
- Diretto da: Jamie Babbit
- Scritto da: Jennie Snyder Urman

### Trama
Navid e Adrianna fanno progetti per il loro futuro ma quando raccontano ai genitori la loro decisione di sposarsi e di crescere insieme il bambino di Adrianna, le cose non vanno come previsto. Dopo aver deciso di non tornare al West Beverly High, Silver deve affrontare la nuova scuola, cattolica e con regole morali inflessibili, mentre la famiglia Wilson deve abituarsi al nuovo ospite di casa, Naomi. Naomi invita Annie ad un appuntamento a 4 con un amico di Liam ma Annie è scioccata dal finale della serata. Quando Jen, la sorella maggiore di Naomi, si fa viva, Naomi non ha idea che la sorella sta per sconvolgere la vita di tutti, oltre al fatto che Jen è stata la persona con cui Ethan ha perso la verginità.
- Altri interpreti: Sara Foster (Jen Clark)

## La festa è finita
- Titolo originale: The Party's Over
- Diretto da: Melanie Mayron
- Scritto da: Jennifer Cecil

### Trama
Adrianna e Navid annunciano i loro piani per il futuro agli amici ma sono delusi quanto gli amici non hanno la reazione sperata. Per sostenere i loro amici, Naomi, Annie e Silver organizzano un addio al nubilato per Adrianna, mentre Dixon, Ethan e Liam sorprendono Navid con un addio al celibato in un locale di spogliarello. Ora che la sorella maggiore di Naomi, Jen, è tornata in città, le due sorelle decidono di vivere insieme e si rivolgono al padre per aver accesso al fondo fiduciario di Naomi per poter comprare una casa costosa. Ryan e Jen si incontrano al Peach Pit e, dopo una lunga serie di bugie di Jen, i due decidono di uscire insieme a cena. Adrianna e Navid capiscono che la soluzione migliore è dare in adozione il bambino e decidono di non sposarsi.

## Tolleranza zero
- Titolo originale: Zero Tolerance
- Diretto da: Nick Marck
- Scritto da: Gayle Abrams e Jennie Snyder

### Trama
La fine della scuola si avvicina e tutti gli studenti del West Beverly sono in agitazione per il ballo di fine anno ispirato ad Hollywood. Il preside Wilson però mette subito in guardia tutti i suoi studenti: la scuola avrà tolleranza zero con qualsiasi festa non autorizzata dalla scuola dopo il ballo. Naomi scopre che Jen ha svuotato la sua carta di credito per arredare la nuova casa ma dimentica presto i suoi problemi quando Liam la invita al ballo. Nel frattempo Liam continua a stuzziacare Annie, in attesa che la ragazza mostri il suo vero carattere ma Annie, per dimostrargli che si sbaglia, accetta di andare al ballo con Charlie, lo sfigato della scuola: alla fine, Annie dimostra che Liam aveva ragione perché fa soffrire Charlie, proprio come voleva Liam. Kelly cerca di mettere in guardia Ryan sulla vera natura di Jen ma Ryan pensa che Kelly sia solo gelosa. Al ballo scoppia una rissa fra Navid e Ty perché Navid accusa il ragazzo di aver abbandonato Adrianna e il bambino che sta per nascere. La lite si interrompe perché Adrianna ha le doglie e Navid l'accompagna in ospedale. Dixon è sorpreso di essere nominato Re del Ballo e Silver lo è ancora di più quando ha la possibilità di dire a tutti quello che pensa, causando reazioni contrastanti in Dixon ed Ethan. Naomi e Liam restano soli e Naomi si sfoga con Liam dicendo di non sopportare più il suo comportamento distaccato perché lui le interessa davvero, ma nel bel mezzo dello sfogo capisce che, in realtà, lei piace davvero a Liam e riesce a farglielo ammettere. I due parlano sinceramente dei loro sentimenti e il ragazzo le racconta dei suoi problemi famigliari e del suo difficile rapporto con il patrigno. La festa post ballo viene scoperta da Harry e Charlie, per vendicarsi di Annie, dice che è stata la figlia del preside a fare la spia.

## Tradimenti
- Titolo originale: One Party Can Ruin Your Whole Summer
- Diretto da: Wendey Stanzler
- Scritto da: Rebecca Rand Kirshner Sinclair

### Trama
Naomi, contenta della sua conversazione con Liam, racconta tutta la storia a Jen e annuncia a tutti che la festa post ballo si terrà a casa sua, suscitando la disapprovazione della sorella maggiore. Naomi lascia l'organizzazione della festa in mano ad Annie e corre in ospedale da Adrianna che dà alla luce una bambina. Alla festa di Naomi, Jen inganna Liam dicendogli che Naomi ha raccontato a tutti dei suoi problemi famigliari. Liam, deluso, va a letto con Jen per vendetta senza sapere che le due sono sorelle. Arrivata alla festa, Naomi scopre del tradimento ma, grazie ad un inganno di Jen, accusa Annie di essere andata a letto con Liam. Annie, furiosa per le false accuse, litiga con Naomi e con tutti gli invitati e se ne va dalla festa, chiamando la polizia per vendetta e rubando una bottiglia di liquore. Dixon ed Ethan litigano per Silver perché Dixon accusa l'amico di essere interessato alla sua ragazza ed Ethan confessa i suoi sentimenti per Silver. Quando Silver gli chiede spiegazioni, Ethan la bacia e le chiede di essere più che amici o nient'altro. Naomi, sconvolta, piange fra le braccia della sorella ma si sentono le sirene della polizia. Nel frattempo, Liam prova a lasciare un messaggio di scuse a Naomi ma viene interrotto dal padre che lo trascina fuori dal letto per mandarlo all'accademia militare. Annie, sconvolta e ubriaca, colpisce qualcosa (o qualcuno) mentre è al volante dell'auto e scappa terrorizzata. Un'auto dietro di lei si ferma sul luogo dell'incidente per vedere cos'è successo. Sul retro dell'auto c'è un adesivo del West Beverly…
- Altri interpreti: Shannen Doherty (Brenda Walsh)